# Guillaume François
Pour les articles homonymes, voir François.
Guillaume François, né le 3 juin 1990 à Libramont en Belgique, est un footballeur belge qui joue au poste de défenseur ou de milieu de terrain à l'Union Saint-Gilloise.

## Biographie
Il débute au RES Champlon, en province du Luxembourg, avant de rejoindre le plus grand club de cette province, l'Excelsior Virton. C'est en Gaume qu'un autre Excelsior, celui de Mouscron, le découvre. Là-bas, il joue dans les équipes d'âges mais aussi dans celles de l'équipe nationale belge, avec laquelle il participe à plusieurs grands tournois.
En 2008-2009, il intègre le noyau A et reçoit sa première titularisation face à l'AFC Tubize. Il marque son premier but la saison suivante, en fin de match au Germinal Beerschot, mais son égalisation ne rapportera finalement aucun point (3-2).
En décembre 2009, son club fait faillite : il en profite pour rejoindre le Germinal Beerschot.
En janvier 2013, lors du mecato hivernal il quitte le Beerschot pour rejoindre les zèbres du Sporting Charleroi. Il marque son premier but pour les zèbres la saison suivante lors de la 27e journée contre Zulte Waregem (Victoire 3-2).
En 2016, à la suite d'une saison marquée par plusieurs blessures (une pubalgie notamment), le Sporting Charleroi décide de ne pas renouveler son contrat. Il rejoint alors le FCO Beerschot Wilrijk, actif en Division 1 Amateur.
Il est en couple avec la joueuse internationale belge de hockey, Aisling D'Hooghe.

## Palmarès

### En club
|  |  | Union Saint-Gilloise - Championnat de Belgique : - Champion : 2025. - Vice-champion : 2022 et 2024. - Championnat de Belgique de deuxième division (1) : - Champion : 2021. - Coupe de Belgique (1) : - Vainqueur : 2024. - Supercoupe de Belgique (1) : - Vainqueur : 2024. |